# ريتشارد واترس (لاعب كرة قدم)
ريتشارد واترس (بالإنجليزية: Richard Waters)‏ هو لاعب كرة قدم بريطاني في مركز حراسة المرمى، ولد في 18 مايو 1945 في غيتسهيد في المملكة المتحدة. لعب مع نادي بليث سبارتانز.